# IL1RN
IL1RN (англ. Interleukin 1 receptor antagonist) – білок, який кодується однойменним геном, розташованим у людей на короткому плечі 2-ї хромосоми.  Довжина поліпептидного ланцюга білка становить 177 амінокислот, а молекулярна маса — 20 055.
| 10         |  | 20         |  | 30         |  | 40         |  | 50         |
| ---------- |  | ---------- |  | ---------- |  | ---------- |  | ---------- |
| MEICRGLRSH |  | LITLLLFLFH |  | SETICRPSGR |  | KSSKMQAFRI |  | WDVNQKTFYL |
| RNNQLVAGYL |  | QGPNVNLEEK |  | IDVVPIEPHA |  | LFLGIHGGKM |  | CLSCVKSGDE |
| TRLQLEAVNI |  | TDLSENRKQD |  | KRFAFIRSDS |  | GPTTSFESAA |  | CPGWFLCTAM |
| EADQPVSLTN |  | MPDEGVMVTK |  | FYFQEDE    |  |            |  |            |

A: Аланін

C: Цистеїн

D: Аспарагінова кислота

E: Глутамінова кислота

F: Фенілаланін

G: Гліцин

H: Гістидин

I: Ізолейцин

K: Лізин

L: Лейцин

M: Метіонін

N: Аспарагін

P: Пролін

Q: Глутамін

R: Аргінін

S: Серин

T: Треонін

V: Валін

W: Триптофан

Задіяний у таких біологічних процесах як поліморфізм, альтернативний сплайсинг. 
Локалізований у цитоплазмі.
Також секретований назовні.